# هنري هانسن (دراج)
هنري هانسن (بالدنماركية: Henry Hansen)‏ مواليد 16 مارس 1902 في كوبنهاغن - الوفاة 28 مارس 1985 في الدنمارك، كان دراج دانمركي. سبق أن شارك في دورة الألعاب الأولمبية الصيفية وفاز بميدالية أولمبية.

## الميداليات
| الميدالية | المسابقة                       |
| --------- | ------------------------------ |
| ذهبية     | الألعاب الأولمبية الصيفية 1928 |
| فضية      | الألعاب الأولمبية الصيفية 1932 |

## روابط خارجية
- هنري هانسن على موقع أرشيف الدراجات (الإنجليزية)
- هنري هانسن على موقع إحصائيات الدراجات الإحترافية (الإنجليزية)
- هنري هانسن على موقع CycleBase (الإنجليزية)
- هنري هانسن على موقع أوليمبيديا (الإنجليزية)